# Уилки Колинс
Уилям Уилки Колинс (на английски: Wilkie Collins) е английски писател, автор на 27 социални и криминални романа, 15 пиеси и около 50 разказа. Най-известните му творби са „Жената в бяло“ (1860), „Без име“ (1862) и „Лунният камък“ (1868). Последният се смята за първия съвременен английски детективски роман.
Роден в семейството на художника Уилям Колинс в Лондон, той живее със семейството си в Италия и Франция като дете и научава френски и италиански език. Работи като чиновник за търговец на чай. След като първият му роман „Антонина“ е публикуван през 1850 г., той се среща с Чарлз Дикенс и последният става близък приятел, ментор и сътрудник. Някои от произведенията на Колинс са публикувани за пръв път в списанията на Дикенс „През цялата година“ и „Домашни думи“, а двамата си сътрудничат в драмата и фантастиката.
Колинс публикува най-известните си произведения през 1860-те години и постига финансова стабилност и международна известност. През това време той започва да страда от подагра. След като взима опиум за болката, той развива пристрастеност. През 1870-те и 1880-те години качеството на писането му намалява заедно със здравето му.
Колинс е критичен към институцията на брака и никога не се жени, но живее в различни периоди от своя живот с Каролин Грейвс и Марта Руд, от която има три деца.

## Биография

### Ранни години
Уилки Колинс е роден на 8 януари 1824 г. в Лондон, в семейството на известния художник пейзажист на Кралската академия Уилям Колинс и съпругата му, Хариет Гедис. През 1828 г. се ражда брат му Чарлс Олстън Колинс. Между 1829 и 1830 г. семейството на Колинс се мести два пъти. Уилки и Чарлс получават своето ранно образование от майка си вкъщи. Семейство Колинс е дълбоко религиозно и майката налага строги църковни норми на двамата братя, което не се харесва.
През 1835 г. Колинс започва да посещава училище в академията Maida Vale. От 1836 до 1838 г. той живее заедно с родителите си в Италия и Франция, които му правят изключително впечатление. Той научава италиански, докато семейството е в Италия и започва да учи френски език, който в края на краищата също усвоява. От 1838 до 1840 г. учи в частен пансион на преподобния Кол в Хайбъри.
През 1840 г. семейството се премества отново. В края на тази година той напусна училище и става чиновник във фирма за търговия с чай, собственост на приятел на баща му. Той не харесва работата си, но остава в компанията повече от пет години. Първият му разказ „Последният кочияш“ е публикуван през август 1843 г. През 1844 г. пътува до Париж с Чарлс Уорд. През същата година пише първия си роман „Йолани или Таити, както беше“, отхвърлен през 1845 г. Романът остава непубликуван през целия му живот. По време на писането на този роман бащата на Колинс за първи път научава, че неговите предположения, че Уилки ще стане художник, са погрешни. По настояване на баща си, той започва да учи право, но проявява много малко интерес в тази област. След смъртта на баща си през 1847 г. Уилки Колинс публикува своята първа книга „Спомени за живота на Уилям Колинс, ескуайър“ през 1848 г., а през 1850 г. публикува и първия си роман „Антонина“.

### Писателска кариера
През 1851 г. се запознава с Чарлз Дикенс, с когото се сприятелява за цял живот.
Най-добрият и най-известен роман на Уилки Колинс е „Лунният камък“ (1868), който се смята за първия криминален роман на английски език. Нещо повече, ТС Елиът твърди, че криминалният жанр е творение на Колинс, а не на Едгар Алън По.

### Последни години и смърт
Умира на 23 септември 1889 г. в Лондон. Погребан е в гробището „Кенсал-Грин“ в Западен Лондон.